# Trentepohlia aequialba
Trentepohlia aequialba är en tvåvingeart som beskrevs av Alexander 1931. Trentepohlia aequialba ingår i släktet Trentepohlia och familjen småharkrankar. Inga underarter finns listade i Catalogue of Life.